# BKS-Air-Transport-Flug 6845
Der BKS-Air-Transport-Flug 6845 war ein Tiertransportflug von Deauville nach London, der am 3. Juli 1968 mit einer Airspeed Ambassador der BKS Air Transport durchgeführt wurde. Aufgrund eines mechanischen Versagens kollidierte die Maschine im Landeanflug mit zwei Hawker Siddeley HS.121 Trident 1C und einer Vickers 806 Viscount der British European Airways. Bei dem Zwischenfall wurden zwei der vier beteiligten Maschinen irreparabel zerstört und sechs der acht Insassen der Ambassador getötet.

## Erstes Flugzeug

### Maschine
Bei der betroffenen Maschine handelte es sich um eine Airspeed Ambassador aus britischer Produktion. Die Maschine mit der Werknummer 5211 wurde im Jahr 1950 endmontiert. Nach dem am 12. Januar 1951 erfolgten Erstflug übernahm die British European Airways (BEA) die Maschine am 20. März 1952, ließ sie mit dem Luftfahrzeugkennzeichen G-AMAD zu und gab ihr den Taufnamen Sir Francis Drake. Am 23. Juli 1957 kaufte die BKS Air Transport die Maschine von der BEA und baute sie zum Pferdetransporter um. Das zweimotorige Mittelstreckenflugzeug war mit zwei luftgekühlten 18-Zylinder-Sternmotoren des Typs Bristol Centaurus 661 ausgerüstet, die jeweils 2625 PS (1929 kW) Leistung hatten.

### Insassen und Fracht
An Bord der Maschine befand sich eine dreiköpfige Cockpitbesatzung, bestehend aus einem Flugkapitän, einem Ersten Offizier und einem Flugingenieur. Es flogen zudem fünf Pferdepfleger mit, die mit der Versorgung und Pflege der transportierten Pferde betraut waren. Die Fracht bestand aus acht Rennpferden, die für den Geschäftsmann William Hill befördert wurden.

## Zweites Flugzeug

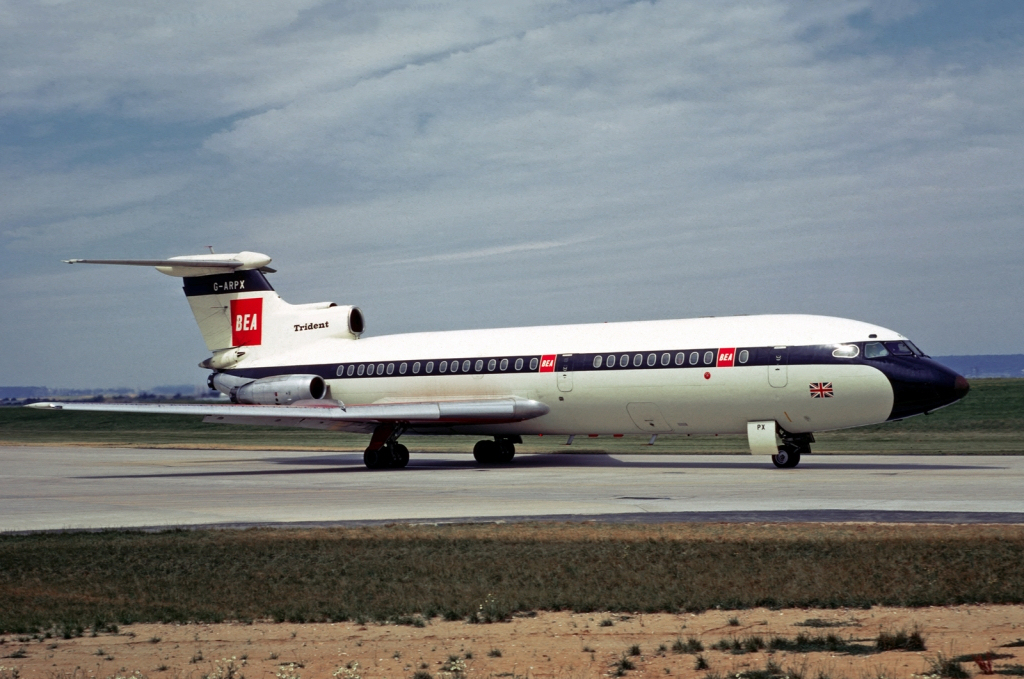
Eine Hawker Siddeley HS.121 Trident 1C der British European Airways, baugleich mit den beschädigten Maschinen G-ARPI und G-ARPT

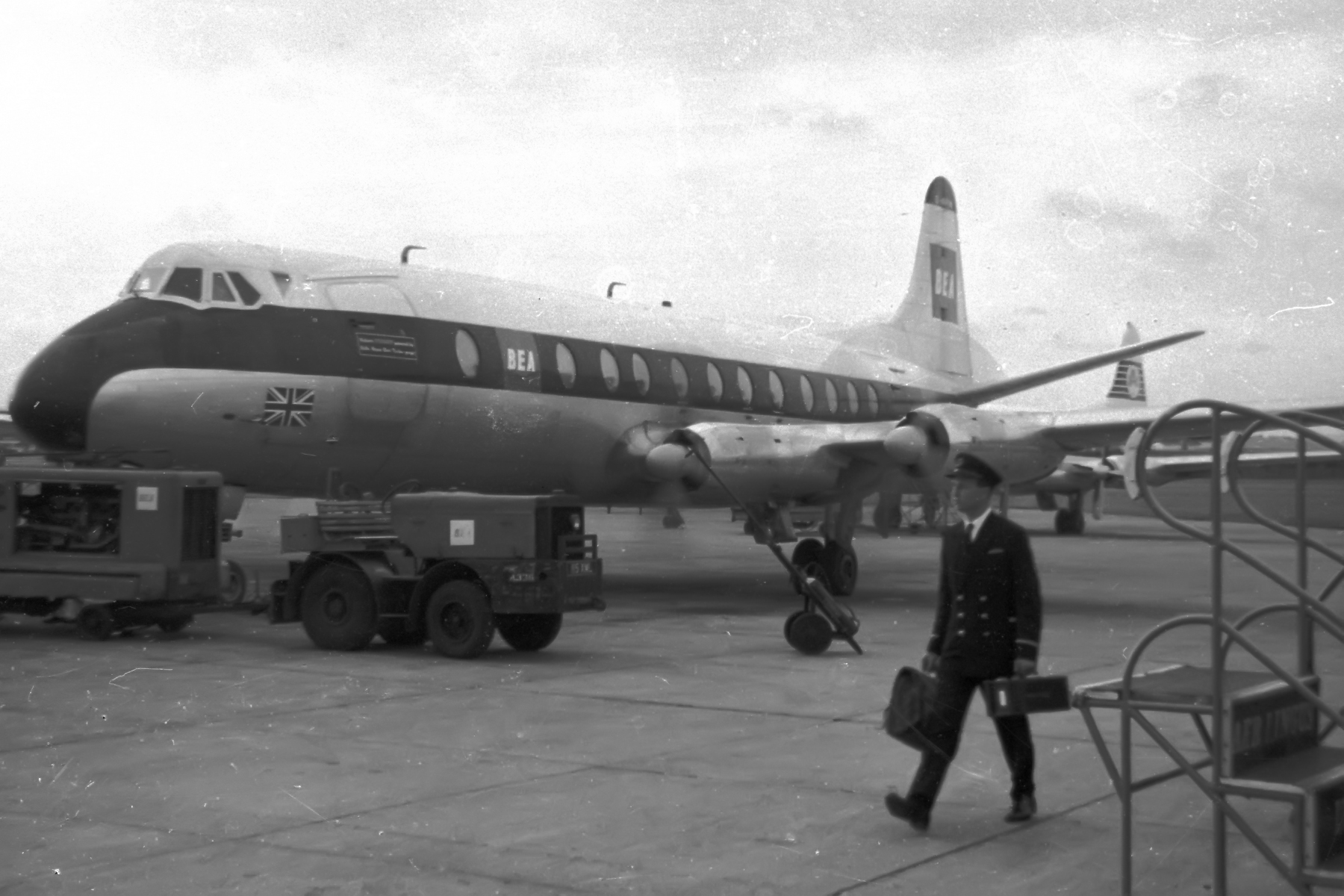
Eine Vickers 806 Viscount der British European Airways, baugleich mit der beschädigten Maschine G-APKF

Bei dem zweiten Flugzeug handelte es sich um eine Hawker Siddeley HS.121 Trident 1C. Das Flugzeug trug die Werknummer 2109. Die Maschine absolvierte am 14. April 1964 ihren Erstflug und wurde mit dem Luftfahrzeugkennzeichen G-ARPI auf den Hersteller zugelassen. Am 2. Mai 1964 übernahm die British European Airways (BEA) die Maschine.
Die Maschine stand zum Unfallzeitpunkt auf dem Vorfeld des Flughafens Heathrow geparkt, es befanden sich keine Personen an Bord.

## Drittes Flugzeug
Bei dem dritten Flugzeug handelte es sich ebenfalls um eine Hawker Siddeley HS.121 Trident 1C. Das Flugzeug trug die Werknummer 2121. Die Maschine wurde mit dem Luftfahrzeugkennzeichen G-ARPT auf den Hersteller zugelassen und absolvierte am 30. Juni 1965 ihren Erstflug. Am 9. Juli 1965 übernahm die British European Airways (BEA) das Flugzeug.
Die Maschine stand zum Unfallzeitpunkt ebenfalls auf dem Vorfeld des Flughafens Heathrow geparkt und es befanden sich ebenfalls keine Personen an Bord.

## Viertes Flugzeug
Bei dem vierten Flugzeug handelte es sich um eine Vickers 806 Viscount. Das viermotorige Mittelstreckenflugzeug hatte die Seriennummer 396. Die Maschine startete am 3. Juli 1958 zu ihrem Erstflug von Weybridge, Surrey, England, nachdem sie bereits am 28. Januar desselben Jahres mit dem Luftfahrzeugkennzeichen G-APKF auf die British European Airways zugelassen worden war. Die Auslieferung folgte am 12. Juli 1958.
Auch diese Maschine stand zum Unfallzeitpunkt auf dem Vorfeld des Flughafens Heathrow geparkt, ohne dass sich Personen an Bord befanden.

## Unfallhergang
Nach einem unauffälligen Flug vom französischen Deauville senkte sich im Endanflug auf die Landebahn 28R des Flughafens London-Heathrow die linke Tragfläche, wodurch die linke Flügelspitze und unmittelbar darauf das linke Hauptfahrwerk die Grünfläche links von der Landebahn streiften. Die Piloten versuchten, die Maschine wieder unter Kontrolle zu bekommen und ein Durchstarten einzuleiten, indem sie den Schub erhöhten, doch damit erhöhte sich nur der Rollwinkel der Maschine. Die Piloten verloren schließlich die Kontrolle über die Ambassador, welche von der Landebahn nach links ausbrach, in geringer Höhe das Vorfeld überflog und die Heckteile zweier geparkter Maschinen vom Typ Hawker Siddeley HS.121 Trident der British European Airways abrasierte, bevor sie brennend und in Rückenlage zu Boden ging und gegen ein Terminalgebäude schlitterte. Auch die geparkte Vickers Viscount wurde bei dem Zwischenfall leicht beschädigt.

## Opfer, Überlebende und Schäden
Sechs der acht Insassen und alle acht Pferde wurden getötet, lediglich zwei Stallburschen überlebten. Weitere 29 Personen am Boden wurden leicht verletzt. Die Airspeed Ambassador war völlig zerstört und musste abgeschrieben werden, ebenso die Trident G-ARPT, deren gesamtes Heckteil, bestehend aus dem hinteren Kabinenteil, dem Leitwerk und dem hinteren Triebwerk, abgeschert worden war. Lediglich an der Trident G-ARPI war der entstandene, erhebliche Sachschaden in Form eines abrasierten Höhenleitwerks und eines in Mitleidenschaft gezogenen dritten Triebwerks noch reparabel.

## Unfallursache
Der Unfall wurde durch die Aircraft Accident Investigation Branch, die Unfalluntersuchungsbehörde des Board of Trade, untersucht. Die Ermittler stellten als Unfallursache ein Materialversagen an der mechanischen Welle für die backbordseitigen Landelappen fest. Das Brechen der Welle machte den backbordseitigen Auftriebshilfenmechanismus unwirksam. Dies führte zu einem asymmetrischen Auftrieb und in der Folge zu einer backbordwärtigen Rollbewegung, die im Kontrollverlust im Endanflug endete.

## Nach dem Unfall
Auch die beiden Maschinen, die nach dem Unfall repariert werden konnten, waren später in tödliche Zwischenfälle verwickelt:
- Die reparierte Hawker Siddeley HS.121 Trident G-ARPI wurde am 18. Juni 1972 auf dem British-European-Airways-Flug 548 zerstört, bei dem alle 118 Insassen der Maschine starben.[7]
- Die reparierte Vickers Viscount G-APKF wurde im September 1969 nach Laos verkauft und war nach dem Unfall zunächst mit dem Kennzeichen XW-TDN für die Lao Air Lines, später die Lane Xang Airlines und schließlich für die Royal Air Lao in Betrieb. Beim letzten Betreiber wurde die Maschine bei einem Startunfall am Flughafen Phnom Penh im März 1975 zerstört, wobei alle vier Insassen ums Leben kamen. Ein Faktor bei dem Unfall war, dass die verantwortliche Person, die die Maschine zum Unfallzeitpunkt steuerte, kein qualifizierter Pilot war.[8]